# Пальчинцы (Хмельницкая область)
Пальчинцы (укр. Пальчинці) — село в Волочисском районе Хмельницкой области Украины.
Население по переписи 2001 года составляло 9 человек. Почтовый индекс — 31211. Телефонный код — 3845. Занимает площадь 0,15 км². Код КОАТУУ — 6820980305.
В селе сейчас нет ни одного жителя.

## Местный совет
31211, Хмельницкая обл., Волочисский р-н, с. Авратин